# Ferdinand Zimmermann (Schauspieler)
Ferdinand Zimmermann (1804 in Meißen – zwischen 1840 und 1902) war ein deutscher Theaterschauspieler.

## Leben
Zimmermann war von Jugend an bei der Bühne. Sein erstes, größeres Engagement hatte er in Dessau von 1826 bis 1830, später in Mecklenburg von 1830 bis 1836. Er kam dann ans Deutsche Theater Kopenhagen, wo er als Regisseur wirkte. Später war er in Bremen und 1840 in Köln tätig. Den Schluss seiner Künstlerlaufbahn bildete ein Engagement in Berlin, wo er bis zu seinem Tode blieb.
Zimmermann war ein geborener Komiker, der nicht übertrieb, nie die Grenzen des Anstands überschritt, nicht durch grobe Scherze verletzte, sondern durch Wahrheit und Natürlichkeit sein Publikum zu unterhalten wusste. Er gefiel besonders als „Eulenspiegel“, „Knieriem“, und „Fortunato“ in Die Gesandtin und auch den „Valentin“ im Verschwender hätte er zu seinen besten Rollen zählen können, wenn ihm nicht der österreichische Dialekt Schwierigkeiten bereitet hätte.